# Alexandre Vitkine
Pour les articles homonymes, voir Vitkine.
Alexandre Vitkine est un ingénieur électromécanicien, photographe, info-graphiste, info-sculpteur et cinéaste expérimental français né le 1er mars 1910 à Berlin et mort le 15 septembre 2014 à Paris,.

## Biographie
Né à Berlin d'une famille russe en 1910, Alexandre Vitkine et sa mère s'installent à Paris dans les années 30. Alexandre suit une carrière d'ingénieur jusqu'à ce que la seconde guerre mondiale éclate. Engagé dans la légion étrangère, il s'emploiera dans les télécommunications puis comme soldat dans l'armée anglaise. À la fin de la guerre, à son retour d’Angleterre, il reprend son activité d'ingénieur et commence à s'intéresser à la photographie.
Il est alors un des membres dirigeants du Club des 30×40, un club de photographie parisien créé en 1952 par Roger Doloy. Il réalise des photographies de bâtiments industriels, fortement contrastées, dont seule s'échappe la silhouette.
Alexandre Vitkine, réalise en 1967, sans ordinateur, Chronophonies, un film d'animation présentant des formes abstraites et des sinusoïdes en mouvement, sur une musique originale.
Il est également un des pionniers de la sculpture numérique, à partir de la fin des années 80, en tant qu'info-sculpteur.
En 1992, il fonde avec Christian Lavigne, l'association Ars Mathematica, pour promouvoir la recherche en matière d'objets numériques dans le contexte des arts électroniques.
Depuis 2015, ses photographies figurent dans les collections du Centre Pompidou.

## Principales expositions de photographies
- 1960 : Brasilia - Brésil
- 1964 : Paris - Société Nationale des Beaux Arts
- Paris - Studio 28 - Club Photographique de Paris
- 1965 : Paris - Club Photographique de Paris - 9e exposition
- Buenos Aires - Libre expression - Argentine
- Paris - Société des Artistes Décoratifs
- 1966 : Israël - Centre Culturel Français Itinérant
- Moscou – URSS - Inter Press Photo
- 1972 : Club Photographique de Paris
- 1976 : Bobigny - Maison de la Culture de Seine-Saint-Denis
- 150 Ans de Photographie Française
- 1980 : Paris - Grand Palais - Salon d'Automne 1980
- 1987 : Malmö - Institut Français - Suède
- 1999 : Centre culturel de Boulogne-Billancourt-Rétrospective
- 2004 : Paris – Pavillon des Antiquaires
- 2005 : Paris – Paris Photo
- 2006 : Londres - HackelBury Fine Art
- 2011 : Paris – La Galerie Georges Gour
- 2015 : Paris – Centre Pompidou : plusieurs œuvres exposées dans le cadre de la Nouvelle Présentation des Collections Modernes dans la même salle que  Jean Tinguely, Julio Le Parc, Gyula Kosice, Nicolas Schöffer, Victor Vasarely, François Morellet, Pol Bury, Robert Julius Jacobsen (5e étage, salle 28).
- 2021 : Paris – RCM Galerie (Robert et Camille Murphy)

## Photographies dans les collections publiques
- 1964 : Paris - Bibliothèque Nationale de France
- 1972 : Paris - Bibliothèque Nationale de France
- 1974 : Toulon - Musée
- 1997 : Paris - Maison Européenne de la Photographie
- 2002 : En Harod - Museum of Art - Israël
- 2015 : Paris - Centre Pompidou
- 2018 : Paris - Musée d'Art moderne de la Ville de Paris
- 2018 : Londres - Tate Gallery

Dans sa galerie virtuelle Remember, Laurent Herschtritt présente des tirages d'époque d'Alexandre Vitkine (période 1964 à 1973), dont une série d'œuvres dénommées Silhouettes industrielles.